# Fondsanteilklasse
Dieser Artikel wurde aufgrund inhaltlicher und/oder formaler Mängel auf der Qualitätssicherungsseite des Portals Wirtschaft eingetragen. 
Du kannst helfen, indem du die dort genannten Mängel beseitigst oder dich an der Diskussion beteiligst.

Struktur eines Fonds mit Anteilklassen

Fondsanteilklassen bilden verschiedene Säulen innerhalb der Struktur eines Investmentfonds. Diese werden unter einer Art Schirm (engl.: Umbrella) zusammengefasst, weshalb diese Form der Konstruktion im Fachjargon als Umbrella-Fonds bezeichnet wird. Die meistgenutzte Form in Deutschland ist das sog. SICAV-Modell. Hierbei handelt es sich um einen Fonds nach Luxemburger Recht, der in der Regel durch eine in Luxemburg ansässige Tochtergesellschaft einer deutschen Investmentgesellschaft vertrieben wird.
Jede Anteilklasse wird üblicherweise mit eigener ISIN, WKN und weiteren Stammdaten versehen. Unabhängig von der Anteilklasse ist grundsätzlich jeder Fondsanteil gleich viel wert, da er sich auf das gemeinsame Fondsvermögen bezieht.
Für den Anleger, wie auch für die Fondsgesellschaft bieten die Anteilklassen den Vorteil, dass man aktiv Einfluss auf  diverse Unterscheidungsmerkmale nehmen kann. Es existiert derzeit keine rechtliche Basis für eine Strukturierung oder Benennung von Fondsanteilklassen. Eine Auswahl marktüblicher Unterscheidungsmerkmale bilden:
- Währungen
- Währungsabsicherung (Hedging)
- Ertragsverwendung
- Mindestinvestitionssumme
- (Höhe des) Ausgabeaufschlag
- (Höhe der) Verwaltungsvergütung
- (Höhe und Zeitpunkt der) Verkaufsgebühren

Im Vertrieb wird häufig die verkaufstärkste Anteilklasse des Fonds zusammen mit anderen Verkaufsmaterialien, z. B. in Form von sog. Factsheets, dargestellt. Hier wird dem potenziellen Investor neben einer Wertentwicklung und ein paar Worten zur Anlagepolitik des Fonds beispielsweise ein Überblick über die Rendite, die Restlaufzeit, die größten Positionen im Fondsvermögen, eine Branchen- und/oder Länderstruktur etc. gezeigt. Die Positionierung des Fonds ist über alle Anteilklassen hinweg identisch. Es ist oft nicht offensichtlich, wie hoch der Anteil einer Anteilklasse am Fondsvermögen ist. Details hierzu werden im Jahresbericht dargestellt. Durch die Streuung in Anteilklassen mit verschiedenen Währungen können unterschiedliche Wertentwicklungen erreicht werden.
Da Umbrella-Fonds nach deutschem Recht nicht durch eine deutsche Investmentgesellschaft (Sitz in Deutschland!) zulässig sind, wurde in der Vergangenheit oft ein Fondsmodell mehrfach aufgelegt, mit unterschiedlichen Merkmalen ausgestattet und zur Differenzierung lediglich der Fondsname bspw. um einen Buchstaben oder eine Zahl ergänzt.